# Isabel FitzClarence
Isabel FtzClarence (17 de enero de 1801-Edimburgo, 16 de enero de 1856), conocida de casada como Isabel Hay, condesa de Erroll, fue una hija ilegítima del rey Guillermo IV del Reino Unido y Dorotea Jordan.

## Matrimonio e hijos
Se casó con William Hay, decimoctavo conde de Erroll, y se convirtió en condesa de Erroll el 4 de diciembre de 1820, a los 19 años. Debido a la paternidad de Hay, William Hay se convirtió en Lord Steward of the Household. Elizabeth y William Hay se casaron en la Iglesia de San Jorge (Hanover Square). Hay está retratada en un retrato de la familia FitzClarence en House of Dun, y mantuvo una piedra arrojada a su padre Guillermo IV y los guantes que usó en la apertura de su primer Parlamento como recuerdos.
Elizabeth y William Hay juntos tuvieron cuatro hijos.
- Lady Ida Harriet Augusta Hay (18 de octubre de 1821 - 22 de octubre de 1867), fue una de las damas de honor de la reina Victoria, fue la hija y primogénita de Hays. Se casó con Charles Noel, segundo conde de Gainsborough y tuvo cinco hijos. Sus descendientes incluyen a los Condes de Gainsborough, los Marqueses de Bute y los Barones de Bellingham.
- William Hay, decimonoveno conde de Erroll (3 de mayo de 1823 - 3 de diciembre de 1891), casado con Eliza Amelia Gore el 20 de septiembre de 1848, fue el segundo hijo y el primogénito.
- Lady Agnes Georgiana Elizabeth Hay (12 de mayo de 1829 - 18 de diciembre de 1869), casada con James Duff el 16 de marzo de 1846, fue la tercera hija y la segunda hija. El hijo de Lady Agnes Hay, Alexander Duff, se casó con la princesa Luisa, hija del rey Eduardo VII.[7]
- Lady Alice Mary Emily Hay (7 de julio de 1835 - 7 de junio de 1881), casada con Charles Edward Louis Casimir Stuart (1824-1882; también conocido popularmente como Conde d'Albanie)[4] sobrino del embaucador John Sobieski Stuart, fue el último hijo e hija de los Hay.

El ex primer ministro británico David Cameron es el cuarto bisnieto de Lady Erroll, lo que lo convierte en el primo quinto dos veces retirado de la reina Isabel II según Debrett.

## Muerte
En 1856, mientras ella misma estaba enferma, fue convocada desde Escocia para visitar a su hermano moribundo Adofo. Su enfermedad empeoró y murió en el viaje en Edimburgo, Escocia.